# Myandra
Myandra là một chi nhện trong họ Gnaphosidae.